# 法称

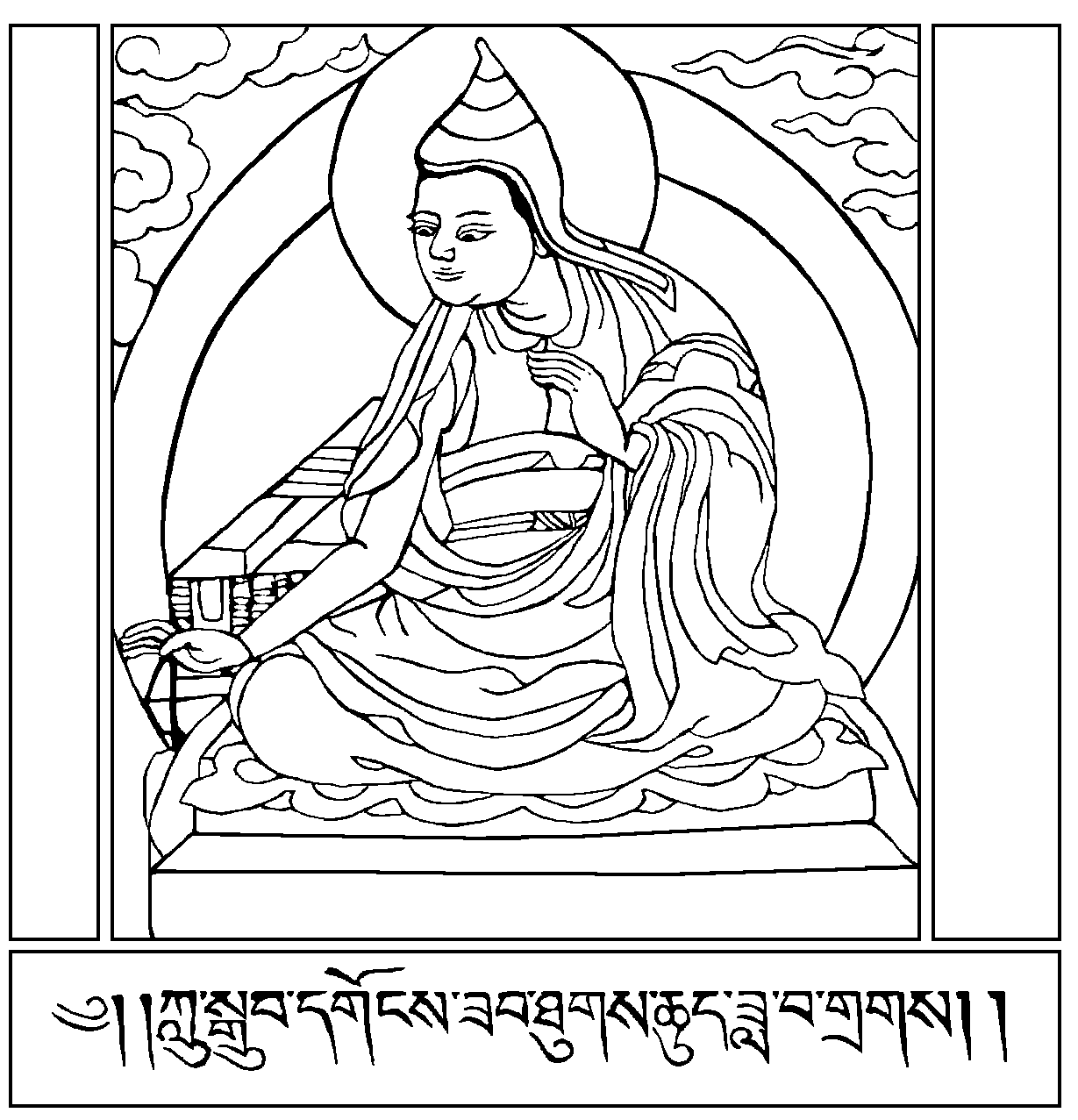
法称

法称（ほっしょう、dharmakīrti 、ダルマキールティ）は、7世紀中葉のインド仏教最大の知識論の学問僧。唯識派に分類される。デカン地方の出身とされるが、生没年は不詳である。活動期は、インドに留学した玄奘と義浄との中間にあたる。

## 履歴
イーシュヴァラセーナの弟子で、ナーランダー僧院で活動。

## 著書
主要な著作は認識論・論理学にかかわるもので、「法称の七論」と称せられている。
1. 『知識論評釈』Pramāṇavārttikaと第Ⅰ章に対する自注Pramāṇavārttikasvavṛtti
2. 『知識論決択』Pramāṇaviniścaya
3. 『正理一滴』Nyāyabindu
4. 『証因一滴』Hetubindu
5. 『論議の理論』Vādanyāya
6. 『関係の考察』Sambandhaparīkṣā
7. 『他人の存在の論証』Santānāntarasiddhi

## 業績
法称は陳那（ディグナーガ、480年-540年ころ）の知識論を継承し、さらにそれを発展させ、より確実な理論に高めた。法称以降の仏教およびインド哲学諸派の認識論と論理学（因明）に重大な影響を与えた。
たとえば、知覚と推理の区別を厳密に規定し、推論式の証因（しょういん、媒名辞〔ばいめいじ〕）の備えるべき3条件の理論を厳密化し、論理的に必然的な関係を同一性と因果性の2種に限定し、否定的推理の理論を完成し、陳那の唯名論的概念論をより発展させ、主辞（しゅじ）と賓辞（ひんじ）との遍充（へんじゅう）関係の相違に基づいて肯定命題を3種に分かつなど、画期的な業績をあげた。